# チ・ジニ
チ・ジニ（지 진희、1971年6月24日 - ）は、韓国の俳優。明知専門大学金属デザイン学科卒業。身長178cm
。俳優としてデビューする以前は商業デザイナーやアシスタント・カメラマンとして活動していた。

## 来歴
スカウトされ、1999年にミュージックビデオに出演したのをきっかけに、2000年に俳優デビューした。イ・ヨンエと共演したドラマ『宮廷女官チャングムの誓い』は、アジアのみならず世界中で放映され、代表作となった。他、コメディードラマやミュージカル映画にも出演し、主演ハードボイルド映画『壽（ス）』では生身アクションで靭帯を痛める負傷を乗り越えての激しい演技をこなした。また、映画『なつかしの庭』では1980年代の民主化運動政治犯役で、刑務所に入る前と17年後に出所した男性を演じた。2010年MBCドラマ『トンイ』では、コミカルさや人間味のある王を演じている。
韓国本国ではCM出演も多い。KEB（韓国外換銀行）、ケンブリッジメンバーズ（紳士服）、ロッテ・キシリトールガム、ディムチェ（冷蔵庫）、ウィニア(エアコン）、SK VIEW（マンション）他多数。最近は、韓国観光公社の古宮観光大使、トンイを演じたハン・ヒョジュと共に国勢調査の広報モデルなど公共広告も多数。他には東部火災、ヒューレンメガネレンズの広告にも起用された。　　
2004年11月19日に、俳優デビュー前から交際していた一般の女性と結婚した。一男の父である。

## 出演作

### ドラマ
- ジュリエットの男（2000年、SBS） - スンウ（ロミオ） 役 ※主演デビュー作
- 秘書の品格（2000年、KBS） - ユン・ソクボム 役
- 四姉妹物語（2001年、MBC） - ハン・テソク 役
- ソナギ〜雨上がりの殺意（2002年、フジテレビ・MBC） - ホン・テジン 役 ※日韓共同制作ドラマ／米倉涼子と共演
- ラブレター（2003年、MBC） - チョン・ウジン 役
- 宮廷女官チャングムの誓い（2003年-2004年、MBC） - ミン・ジョンホ 役
- 100番目の花嫁（原題：第100個新娘） - 韓威 役 ※ 台湾ドラマ
- 波乱万丈〜Missキムの10億作り〜（2004年、SBS） - パク・ムヨル 役（2004年 SBS演技大賞ドラマスペシャル部門 演技賞）
- 春の日（2005年、SBS） - コ・ウノ 役
- スポットライト（2008年、MBC） - オ・テソク 役
- スターの恋人（2008年 - 2009年、SBS） - チ・ジニ 役
- 結婚できない男（2009年、KBS） - チョ・ジェヒ 役
- 楽園（2010年、テレビ朝日・SBS） - キム・イルホ 役 ※日韓共同制作ドラマ／2時間ドラマ（劇場上映も）
- トンイ（2010年、MBC） - 粛宗 役
- お願い、キャプテン（2012年、SBS） - キム・ユンソン 役
- 棚ぼたのあなた（2012年、KBS2） - 牧師 役 ※第19・20話のみ特別出演
- 大風水（2012年-2013年、SBS） - イ・ソンゲ 役
- 恋愛操作団: シラノ（2013年、tvN）
- 温かい一言（2013年-2014年、SBS） - ユ・ジェハク 役
- 深夜食堂fromソウル（2015年、SBS） - ヨンシク 役
- 雪蓮花（2015年、SBS） - イ・スヒョン（ヤン・サンベク） 役
- ディア・ブラッド～私の守護天使（2015年、KBS） - イ・ジェウク 役
- 愛人がいます（2015年-2016年、SBS） - チェ・ジノン 役
- 最後から二番目の恋～beautifuldays（2016年、SBS） - コ・サンシク 役
- ミスティ～愛の真実～（2018年、JTBC） - カン・テウク 役
- サバイバー: 60日間の大統領（2019年、tvN） - パク・ムジン 役
- アンダーカバー（2020年、JTBC） - ハン・ジョンヒョン 役
- ザ・ロード:1の悲劇（2021年、tvN） - ペク・スヒョン 役
- ムーブ・トゥ・ヘブン: 私は遺品整理士です（2021年、Netflix） - ハン・ジョンウ 役
- D.P. -脱走兵追跡官-2（2023年、Netflix） - グ・ジャウン 役
- 家いっぱいの愛（2024年、JTBC） - 	ピョン・ムジン 役

### 映画
- H ［エイチ］ - カン・テヒョン 役
- もし、あなたなら〜6つの視線〜　※オムニバス作品
- ウィンター・ソング - 天使MONTY 役 ※中国映画
- 女教授 - パク・ソッキュ 役
- なつかしの庭 - オ・ヒョヌ 役
- ス - 主演：テスとテジンの一人二役
- テレシネマ7「楽園」 - キム・イルホ 役
- まぶしい日々 ※特別出演
- パラレルライフ - キム・ソクヒョン 役
- 家を出た男たち - チ・ソンヒ 役
- ラブ・フィクション ※特別出演
- 赤盗（ヘリオス）
- 道の上で
- 拆婚聯盟
- サマースノー

## 著書
『イタリア雲の中の散歩』2009年5月9日

## 日本での活動
- 2006年2月、写真付き切手を日本で発売、それを記念したファンミーティング「チ・ジニと楽しむ韓国文化2006」がNHKホールにて開催された。

- 2007年6月23日にグッドウィルドームにて行われた「韓流ロマンチックフェスティバル2007」に出演。

- 2007年8月11日に東京ドームで行われた「宮廷女官チャングムの誓いFESTIVAL」に出演[2]。

- 2008年4月5日にファンミーティングが六本木ラフォーレにて開催された。昼夜2回。

- 2009年1月29日大阪と、1月31日東京でファンミーティングを開催。1月30日LaLaTVの感謝イベントにはシークレットゲストとして出演。

- 2010年、2011年1月、2012年11月に東京ドームで行われた日本のプロ野球OBチームと韓国俳優チーム「PLAYBOYS」の親善チャリティーイベントのために来日[3][4]。